# Principen om nationell behandling
Principen om nationell behandling är en central princip inom Världshandelsorganisationen (WTO) som innebär att importerade varor måste behandlas lika förmånligt som inhemskt producerade varor. All diskriminerande behandling måste upphöra efter att varan har passerat gränsen och tullavgifter eller andra handelshinder har avklarats. En utländskt producerad vara får alltså inte därefter beläggas med särskilda skatter eller andra produktbestämmelser än motsvarande inhemskt producerade varor.